# Edmony Krater
Edmony Krater, de son vrai nom Edmond Cratère, né le 18 octobre 1956 à Pointe-à-Pitre en Guadeloupe, est un auteur-compositeur-interprète, percussionniste et trompettiste français de formation autodidacte.

## Carrière
Depuis son enfance en Guadeloupe, Edmony a toujours baigné dans le son et les rythmes du tambour Ka qui sont au centre de son parcours artistique tant par sa richesse musicale que par son symbole social.
En 1976, il a commencé son parcours artistique par la création de mode. À ses débuts, en 1978, en Guadeloupe, il a participé à la fondation du groupe Gwakasonné avec Georges Troupé et Robert Oumaou. Il deviendra chanteur et percussionniste de ce groupe phare du Gwoka moderne. Avec eux, il enregistre deux albums et participe à plusieurs concerts et festivals.
En 1983, il est arrivé à Paris. Il a joué avec Claude Nougaro, Beñat Achiary, Cie Lubat, Jean-François Delfour, Dany Revel et Jean Béatrix. En 1985, il a enregistré Natibel chez Afro-rythmes. En 1988, il a enregistré Ti jan pou vélo chez Géfraco en hommage à Marcel Lollia dit Velo. En 1989, il a participé au Carnaval de Toulouse, Festival Racines à Toulouse, Auch et Valence.
En 1991, son single Pan ga a to est sorti chez AH distribution Carrère réalisé et arrangé par Sylvain Pauchard de Martin Circus. En 1994, il a été invité à l'émission Indigo sur France Culture par Jean-Luc Leray et Patrick Chompré. En 1996, il est invité en tant que percussionniste au concert de Claude Nougaro pour le Festival Garonne. En 1999, titulaire du Diplôme d'État de percussions traditionnelles, il a commencé à enseigner le ka au conservatoire de Montauban et à accompagner le cours de danse contemporaine de Gwenaëlle Martinez. Edmony consacre son enseignement et ses compositions aux rythmes du Gwo-ka tout en développant une musique contemporaine et universelle.
En 2000, les éditions du Seuil Jeunesse ont publié son cd livre TANBOU qu'il a réalisé avec Piotr Barsony. En 2001, il a été récompensé par le prix Octogone, et le prix Francophone de l'Éducation Nationale. Il a été joué au théâtre Le fil a plomb de Toulouse pendant trois semaines par la compagnie Anima Voce. Il a été sélectionné par le réseau des libraires par la revue Citrouille.
En 2004, il a participé à deux concerts à l'ambassade de France aux Émirats arabes unis à Dubaï et à l'Alliance française d'Abou Dabi avec le pianiste Dany Revel, pianiste des Golden Gate Quartet, le chanteur Jean Béatrix et la violoncelliste Claire Idier-Béatrix.
En 2005, l'album Kontak est sorti chez M10. En 2006, l'album Jouwé Tanbou est sorti chez Nocturne. 
En 2007, avec Anne Bacqueyrisse, harpiste et Olivier Maurières, percussionniste, il a fondé le groupe Béliz et a sorti l'album Mémoires suivi d'une série de concerts à Paris, Toulouse, Belfort.
En 2013, il s'est entouré d'un batteur percussionniste, Gérard Grimal, d'un pianiste Eric Payan et d'un bassiste Tony Margalejo pour fonder son nouveau groupe avec qui il joue le conte musical TANBOU. En avril 2014, le CD livre TANBOU a été réédité chez Syros, et présenté sous forme de conte musical pour une trentaine de représentations nationales.
En 2014, il participe à l'écriture et la composition du conte musical Kalimbo L'enfant d'un arbre chez Lgsr.
En 2015, création de la lecture musicale Cahier d'un retour au pays natal d'Aimé Césaire avec le trio Madrépore composé du comédien Christophe Montrose, du pianiste et percussionniste Frank Souriant et du percussionniste et trompettiste Edmony Krater. 
Sortie de la compilation Kouté Jazz où figure sa composition Gwadloup (tiré de Tijan Pou Vélo) sélectionné par Julien Achard (Digger's Digest) pour le label Heavenly Sweetness.
Edmony Krater et Christophe Montrose de l'association Théâtre à Propos, avec le soutien de la ville de Montauban, organisent le premier anniversaire de l'entrée du Gwoka au patrimoine immatériel culturel de l'humanité par l'UNESCO, en organisant trois conférences à Montauban, Toulouse et Bordeaux, en présence de Félix Cotellon, le porteur du projet.
En 2016, sortie de la compilation Kouté Jazz et réédition de son album TI JAN POU VELO sur le label Digger's Digest pour l'édition vinyle collector et en CD (incluant 2 titres inédits) sur le label Heavenly Sweetness. Une chronique de Jacques Denis, dans Libération, consacrée au parcours musical et artistique d'Edmony Krater.
En 2017, il a joué au Festival Musiques Métisses d'Angoulême le 3 juin, au festival Heart Garden de Malte le 4 juin, au festival Samba al Païs de Saint-Antonin-Noble-Val le 23 juillet, la Cigale à Paris…
En 2018, sortie de l'album AN KA SONJE chez Heavenly Sweeness/ L'autre distribution. Sélection FIP radio. Il a joué à l'Alhambra, au festival African acid is the future à Berlin dont un enregistrement Live est sorti chez Vinyl Factory. Il a également joué à Montargis, au Festival les inédits de l'été à Ambarès,..
Fête de la Musique à Montauban, Session live sur Radio Nova… Avec le Trio Madrépore, il a joué la lecture musicale Cahier d'un retour au Pays natal d'Aimé Césaire, au théâtre Olympe de Gouges à Montauban.
En 2019, il a joué au Festival Kreyol Djazz. Il est directeur artistique et programmateur du nouveau festival Place au Gwoka, qui s'est déroulé le 8 août, à Montauban, avec le soutien de la ville et d’Élodie Pignol, directrice du développement culturel et du patrimoine. Cette rencontre a été déterminante dans la perspective et la mise en place de ce beau projet qui se concrétise depuis la création de la classe du tambour Ka, au Conservatoire de Montauban par Jean-Marc Andrieu, une des premières en métropole. Dès sa première édition, il a rencontré son public. La Dépêche lui a consacré un article.
Avec le trio Madrépore, il a joué la lecture musicale Cahier d'un retour au Pays natal d'Aimé Césaire, au Festival Danses et continent noir au centre culturel Henri-Desbals de Toulouse.
En 2020, il a joué au festival Invitations à Aubenas et à Maureilhan. En février, le label Beaumonde réédite l'album Béliz Harpe et percussions qui a été playlysté par Gilles Péterson à la BBC. Son nouvel album J'AI TRAVERSE LA MER sorti le 21 août chez Heavenly Sweetness / L'autre distribution., Edmony Krater a voulu rendre hommage à toutes ces femmes et tous ces hommes qui ont été déracinés de leurs terres natales. Il s'est entouré du légendaire percussionniste Roger Raspail, du batteur et percussionniste Sonny Troupé, du pianiste Jonathan Jurion, du bassiste Julian Babou et du multi instrumentiste et réalisateur Live I. Le titre Météw byen a été dans la playlist 2020 de Nathalie Piolé sur France Musique. L'album a été sélection en catégorie Word music dans le magazine Rolling Stones. La lecture musicale Cahier d'un retour au pays natal d'Aimé Césaire a été reportée en 2021 à l'Atrium à Fort-de-France en Martinique, en hommage au grand poète et écrivain Aimé Césaire. L'album An ka sonjé a été sélectionné dans la playlist de l'Ambassade de France et l'Institut français en Grèce.
En 2021, il prépare un EP Mawonaj avec le bassiste et réalisateur Live I T'Charly Guillou, le percussionniste Arnold Moueza et le claviériste Christophe Cravéro. Le titre Sé tan nou de l'album J'ai traversé la mer a été remixé par le DJ et producteur Olivier Portal. Une série de concerts est donnée, au Rocher Palmer à Bordeaux, au festival Invitations à Maureilhan, au Festival Karayb dans le 93, au festival Jazz sur son 31... Le festival Place au Gwoka 2021, du 7 et 8 août a réuni des artistes incontournables de la scène Gwoka : Léna Blou, danseuse et chorégraphe présentant son approche de la danse Gwoka, basé sur le bigidi ; Sonny Troupé et son quartet ; Chantal Loïal, danseuse et chorégraphe pour une initiation tout public ; le légendaire tanbouyé gwoka, Roger Raspail, invité d'honneur de la soirée Gwoka...
En 2022, il donne une série de concerts en Guadeloupe et une captation vidéo pour la plateforme Spektak TV. Il est l'invité du festival de BD et musique Caribulles en octobre. Il prépare un nouveau EP qu'il enregistre entre la Guadeloupe et Paris avec le producteur Deni Shain pour le label Atangana records. L'album Natibel va être réédité par Julien Achard pour le label Beaumonde et l'intemporel album Ti Jan pou Vélo sera à nouveau réédité chez Heavenly Sweetness.
En 2024, Création d'une pièce théâtrale et musicale OLYMPE sur l'histoire d' Olympe de Gouges, avec la comédienne Firmine Richard et le metteur en scène Franck Salin. Après leur résidence de création à l'Archipel en Guadeloupe, scène nationale, ils ont donné leur première représentation dans le théâtre olympe de Gouges à Montauban, sa ville de naissance. Ils sont programmés au Festival d'Avignon du 5 au 21 juillet à la chapelle du Verbe incarné. En octobre ils reviendront en Guadeloupe à l'Archipel.

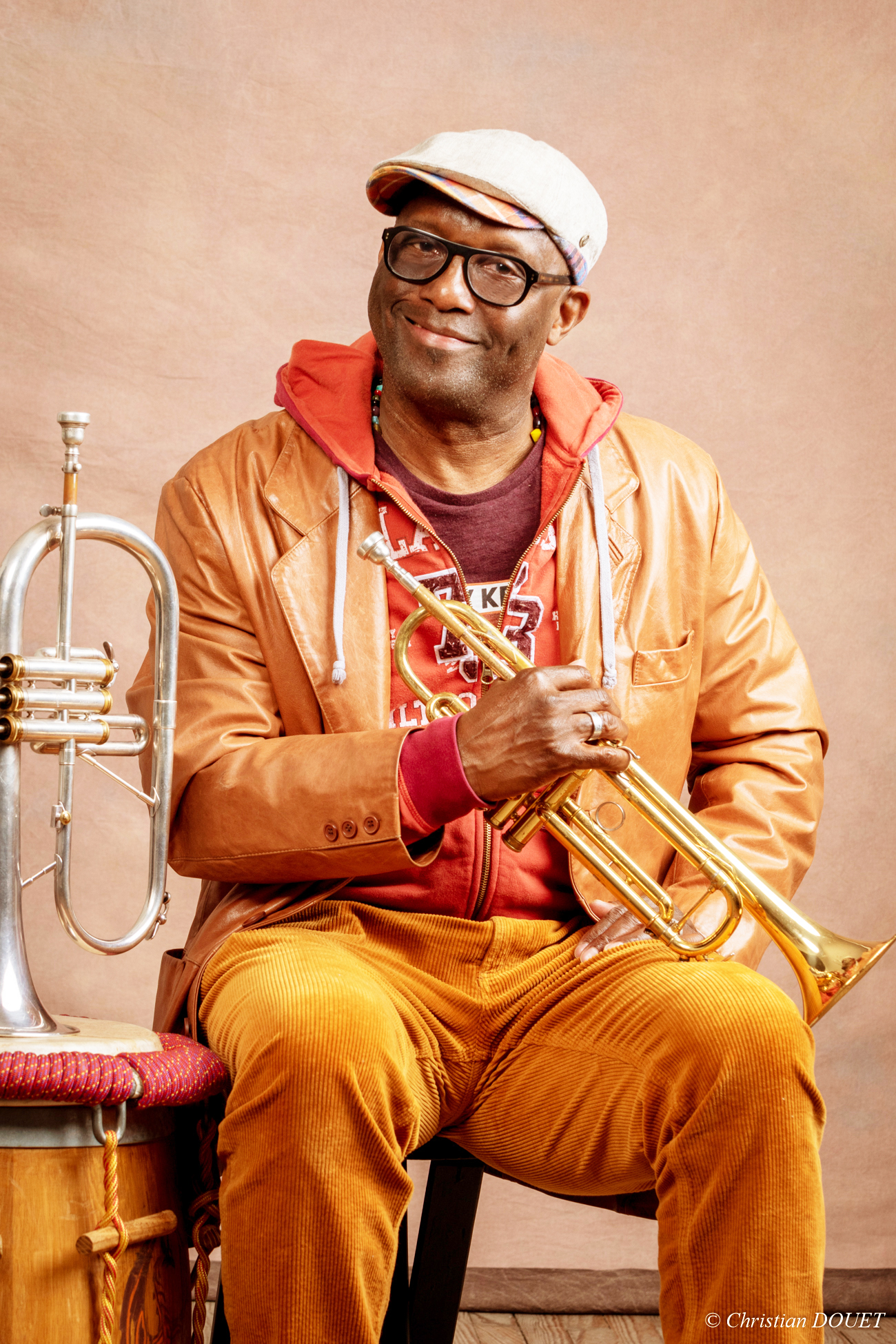
Edmony 009 c

## Discographie
- 1985 : Natibel chez Afro-rythmes
- 1988 : Ti jan pou vélo chez Géfraco
- 1991 : Single Pan ga a to chez AH distribution Carrère
- 2000 : Cd livre TANBOU éditions du Seuil Jeunesse
- 2005 : Kontak chez M10
- 2006 : Jouwé Tanbou chez Nocturne
- 2007 : Béliz autoproduction
- 2014 : L'enfant d'un arbre chez Lgsr
- 2015 : Réédition de l'Album collector Ti jan pou vélo chez Diggers digest / Heavenly Sweetness
- 2018 : Anka Sonjé chez Heavenly Sweetness/ L'autre distribution.
- 2019: Live in Berlin African is the future/ Vinyl Factory
- 2020: Béliz réédition chez Beaumonde. J'ai traversé la mer chez Heavenly Sweetness/ L'autre distribution.
- 2021: EP Mawonaj chez Heavenly Sweetness/ L'autre distribution
- 2021: Réédition Zépiss Beaumonde et Ti jan pou vélo chez Heavenly Sweetness
- 2022: Sortie du EP Mawonaj chez Heavenly Sweetness.

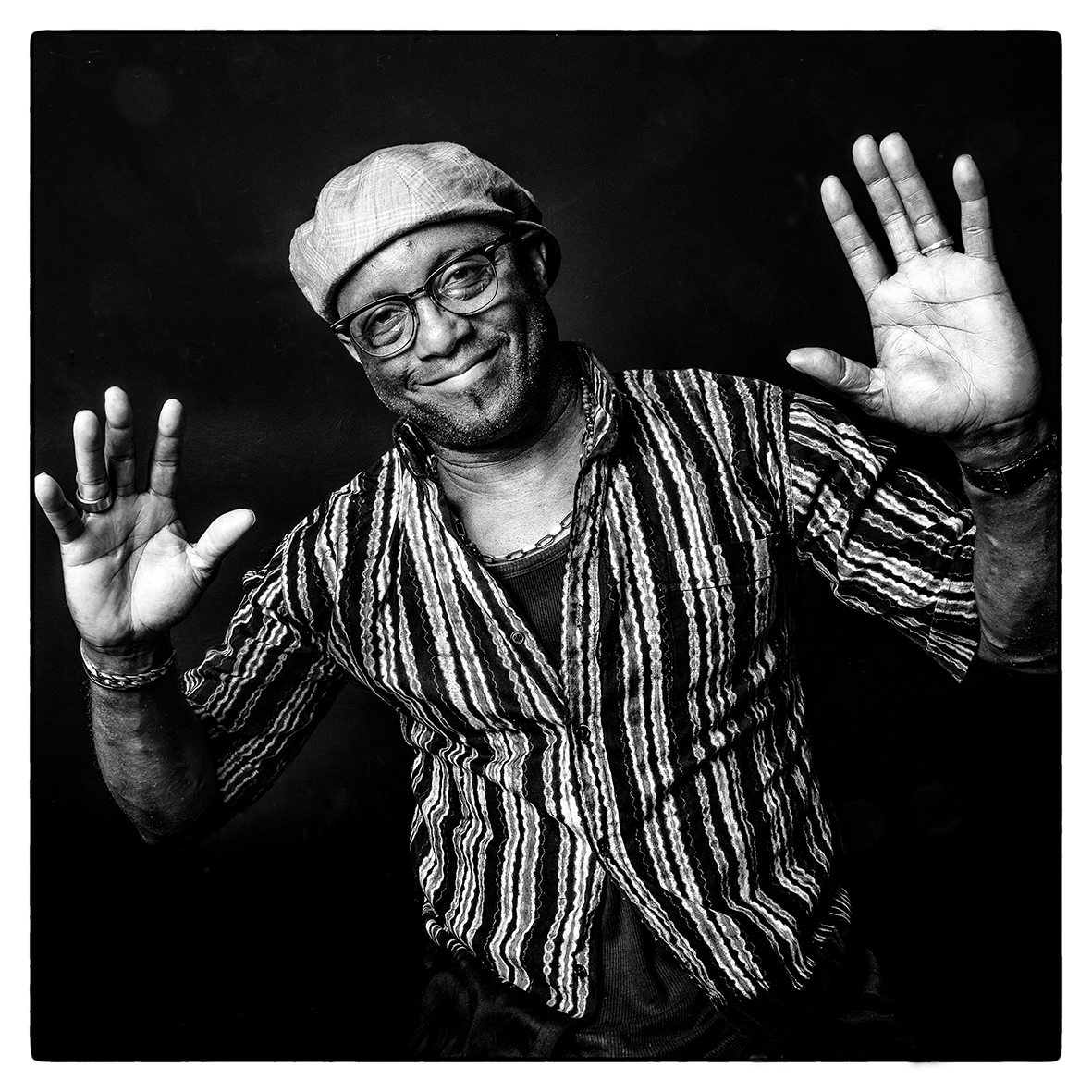
DSC 4635-Modifier-2

## Distinctions
- 2001 : Prix Octogone du livre jeunesse du Centre International d'Études en Littérature de Jeunesse (CIELJ) pour Tanbou
- 2003 : Prix francophone de l'Education nationale pour Tanbou[8]